# Schlacht um Beaugency

## Hintergrund

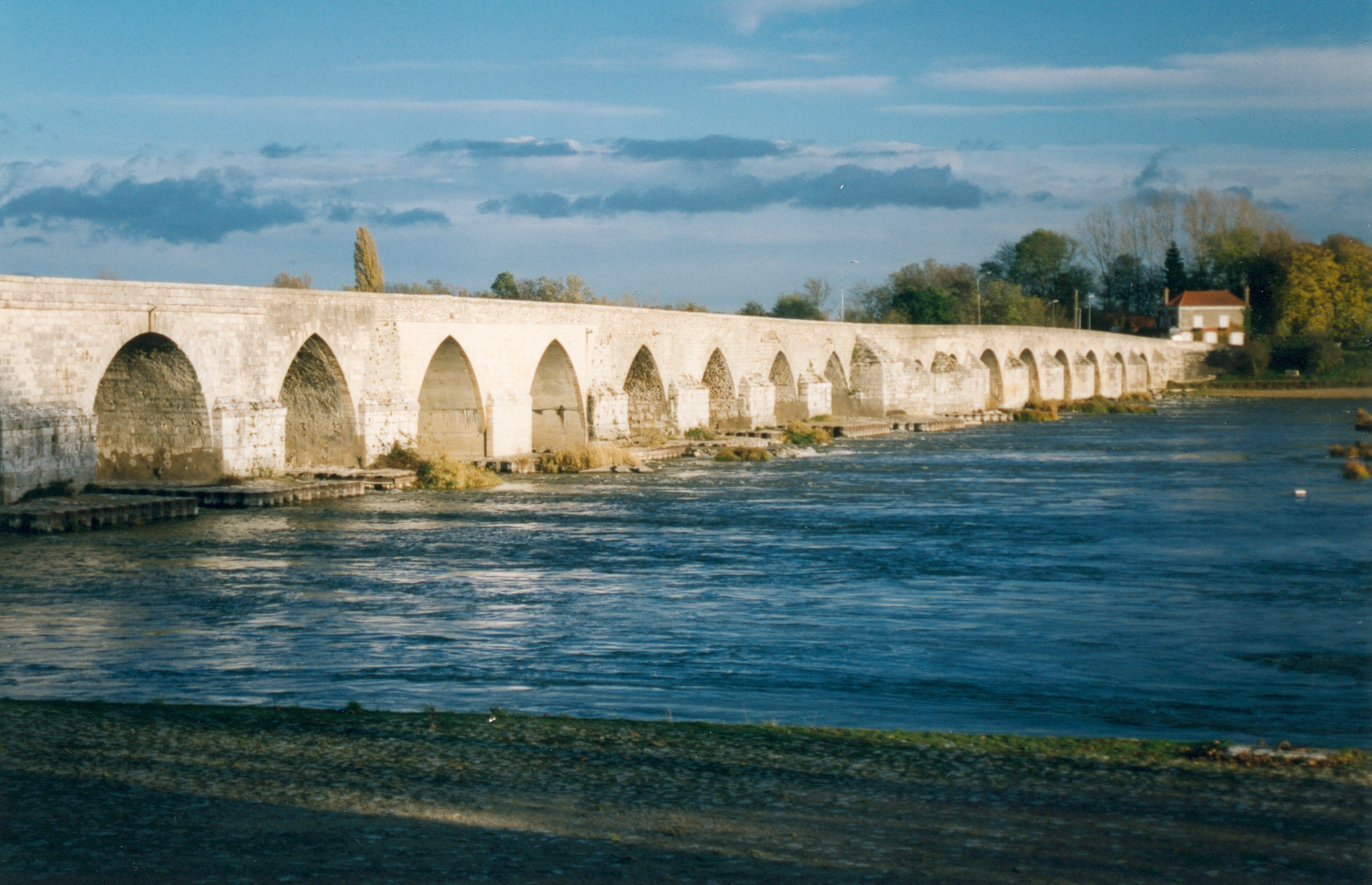
Die heute noch benutzte Brücke über die Loire in Beaugency – ihre ältesten Teile wurden im 14. Jahrhundert errichtet

Beaugency war eine kleine Stadt am nördlichen Ufer der Loire in Zentralfrankreich. Insbesondere die dortige Brücke über den Fluss war für die kriegführenden Parteien des Hundertjährigen Krieges von strategischer Wichtigkeit. Die Engländer hatten die Stadt einige Jahre zuvor eingenommen um sie als möglichen Ausgangspunkt für eine Invasion des südlichen Frankreichs nutzen zu können. Zum Zeitpunkt der Schlacht hielten sie fast gesamt Frankreich nördlich der Loire besetzt.
Jeanne d’Arc und Jean II. de Alençon waren im Juni mit einer Armee mit Belagerungswaffen von Orléans ausgezogen, um die Loireübergänge wieder unter französische Kontrolle zu bringen. Nachdem sie am 10./11. Jargeau und am 15. Juni bereits die Brücke von Meung-sur-Loire eingenommen hatten, rückten sie nun auf Beaugency vor.

## Schlachtverlauf
Jeanne d’Arc und de Alençon führten etwa 8–9000 Mann zum Angriff. Die englischen Verteidiger, geführt von John Talbot, 1. Earl of Shrewsbury, hatten etwa 3500–4500 Mann. Das Hauptverteidigungswerk der Stadt bestand aus einer Burg, die mitten in der Stadt lag. Bereits am ersten Tag der Schlacht zogen sich die Verteidiger aus der Stadt in diese Burg zurück, die die Franzosen daraufhin mit dem Feuer ihrer Belagerungswaffen eindeckten. Am Abend trafen erste Meldungen ein, dass die englische Entsatzarmee unter John Fastolf sich näherte. Am folgenden Tag konnte de Alençon mit den Engländern die Übergabe der Stadt aushandeln. Diese räumten Burg und Stadt kampflos und erhielten dafür freien Abzug.

## Folgen
Die englischen Verteidiger gaben die wichtige Loire-Brücke preis, spekulierten aber wohl darauf, dass sie diese schnell zurückerobern würden. John Talbot schloss sich nach dem Abzug unverzüglich der herannahenden Armee von John Fastolf an. Bereits einen Tag nach Übergabe von Beaugency kam es bei Patay zum Zusammentreffen der französischen und englischen Armeen in offener Feldschlacht.